# Dielmájávrásj
Dielmájávrásj, enligt tidigare ortografi Tielmajauratj, är en sjö i Jokkmokks kommun i Lappland och ingår i Luleälvens huvudavrinningsområde. Sjön har en area på 0,345 kvadratkilometer och ligger 1 175 meter över havet. Dielmájávrásj ligger i Sarek Natura 2000-område.

## Delavrinningsområde
Dielmájávrásj ingår i det delavrinningsområde (746476-158235) som SMHI kallar för Mynnar i Rapaätno. Medelhöjden är 1 128 meter över havet och ytan är 44,63 kvadratkilometer. Räknas de 2 avrinningsområdena uppströms in blir den ackumulerade arean 149,65 kvadratkilometer. Sarvesjåhkå som avvattnar avrinningsområdet har biflödesordning 4, vilket innebär att vattnet flödar genom totalt 4 vattendrag (Ráhpaädno, Blackälven (Smadjeädno), Lilla Luleälv, Luleälven) innan det når havet efter 322 kilometer. Avrinningsområdet består mestadels av skog (16 procent) och kalfjäll (78 procent). Avrinningsområdet har 0,34 kvadratkilometer vattenytor vilket ger det en sjöprocent på 0,8 procent. Delavrinningsområdet täcks till 3,65 procent av glaciärer, med en yta av 1,63 kvadratkilometer.